# Tangra Mountains
Die Tangra Mountains (bulgarisch Тангра Планина Tangra Planina) sind ein Gebirge im östlichen Teil der Livingston-Insel im Archipel der Südlichen Shetlandinseln. Mit einer Länge von 30 km in westsüdwestlich-ostnordöstlicher Ausdehnung und einer Breite von 7 km liegt es zwischen dem Barnard Point und dem Renier Point. Im Norden wird es durch die Moon Bay und den Huron-Gletscher begrenzt, im Nordwesten durch den Huntress-Gletscher, nach Westen durch die False Bay und nach Südosten durch die Bransfieldstraße.
Kartierungen erfolgten 1968 durch britische, 1991 durch spanische und von 1995 bis 1996 durch bulgarische Wissenschaftler. Die bulgarische Kommission für Antarktische Geographische Namen benannte das Gebirge 2001 nach dem protobulgarischen Himmelsgott Tangra.